# Szilárd Ignác Bogdánffy
Dans le nom hongrois Bogdánffy Szilárd Ignác, le nom de famille précède le prénom, mais cet article utilise l’ordre habituel en français Szilárd Ignác Bogdánffy, où le prénom précède le nom.
Szilárd Ignác Bogdánffy, né le 21 février 1911 à Csóka et mort le 3 octobre 1953 à Aiud d'une pneumonie, est un prêtre roumain d'origine hongroise, évêque auxiliaire de l'éparchie catholique pour l'archidiocèse de Bucarest en Roumanie.
Arrêté durant la période communiste, il meurt après avoir été torturé « en haine de la foi ». Il a été déclaré martyr par le pape Benoît XVI et proclamé bienheureux le 6 novembre 2010.